# Бен Додвелл
Бен Додвелл (англ. Ben Dodwell, 17 квітня 1972) — австралійський академічний веслувальник.
Бронзовий призер Олімпійських Ігор 2000 року в складі розпашної четвірки без стернового, учасник 1992, 1996 років.
Срібний призер Чемпіонату світу 1999 року в складі розпашної четвірки без стернового.
Срібний призер Чемпіонату співдружності 1994 року в складі розпашної четвірки без стернового.